# Organopoda himalaica
Organopoda himalaica är en fjärilsart som beskrevs av Louis Beethoven Prout 1938. Organopoda himalaica ingår i släktet Organopoda och familjen mätare. Inga underarter finns listade i Catalogue of Life.